# Мербург
Мербург (нем. Merburg) — руины замка в Германии, в земле Саар, неподалёку от поселения Киррберг. Замок был построен в XI веке, и является одним из самых старейших и маленьких замков Саарланда. 

## История
Мербург был возведён в период с 1024 по 1080 года представителем Салической династии на холме Малафельзен возле деревушки Киррберг.
В 1172 году проходит первое посвящение в министериалы и рыцаря замка Мербург.
Руины замка были обнаружены в ходе археологических исследований в период между 1975 и 1980 годами.